# Серединки
Серединки (укр. Серединки) — село в Великоберезовицкой поселковой общине Тернопольского района Тернопольской области Украины.
Население по переписи 2001 года составляло 216 человек. Почтовый индекс — 47730. Телефонный код — 352.